# Роудс, Треванте
Треванте Роудс (англ. Trevante Rhodes; род. 1990, Пончатула, штат Луизиана США) — американский актёр. Широкую известность он получил в 2016 году за роль взрослого Шайрона в получившем премию «Оскар» фильме «Лунный свет». До того, как заняться актёрской карьерой, Роудс был успешным спринтером, даже завоевав золотую медаль на Панамериканском юниорском чемпионате по легкой атлетике в 2009 году.

## Биография
Родился 10 февраля 1990 года в Пончатуле, штат Луизиана, в семье Демура Данджело и Джесси Роудс. Когда ему было десять лет, его семья переехала в Литл-Элм, штат Техас. У него есть один брат, Джованни. В средней школе Литл-Элма Роудс играл на позиции раннинбека.
После школы поступил в Техасский университет в Остине, где Роудс выступал за команду «Техас Лонгхорнс» в качестве спринтера с 2008 по 2012 год. На юношеском чемпионате Панамерики по легкой атлетике 2009 года в Порт-оф-Спейн, Тринидад и Тобаго, Роудс помог сборной США завоевать золотую медаль в эстафете 4×100 метров.

## Карьера
После окончания университета, Роудс переехал в Кватему и сразу же начал работать актёром, играя второстепенные роли в таких фильмах как «Ингома», «Открытые окна» режиссёра Начо Вигалондо с участием Элайджи Вуда, «Шангри-Ла Сьют» Эдди О’Кифа и «Ночь только начинается» Мэтта Джонса и Дэйва Хилла.
Треванте сыграл роль Рэмси Уолтерса в сериале «Если любить тебя неправильно», созданном Тайлером Перри. В его телевизионные работы также входят сериалы «Преступные связи» на канале Fox и «Мир Дикого Запада» на канале HBO.
В 2016 году Роудс снялся в драме Барри Дженкинса «Лунный свет», получившей признание критиков, и удостоенной ряда наград, в том числе премии «Оскар» за лучший фильм.
В феврале 2017 года Роудс был представлен в рекламной кампании Calvin Klein Spring 2017 вместе со звездами «Лунного света» Махершалой Али, Эштоном Сандерсом и Алексом Хиббертом, а в конце 2017 года он появился в музыкальном клипе Jay-Z «Family Feud».
В 2018 году Роудс сыграл одну из главных ролей в научно-фантастическом боевике «Хищник» и постапокалиптическом триллере «Птичий короб».
В 2022 году он сыграл главную роль Майка Тайсона в мини-сериале Hulu «Майк».
В 2024 году он сыграл главную роль в фильме «По законам искусства» вместе с Келли Роуленд. Фильм, написанный и снятый Тайлером Перри, был выпущен на Netflix 23 февраля 2024 года.

## Фильмография
| Год       |   | Русское название                       | Оригинальное название                | Роль              |
| --------- | - | -------------------------------------- | ------------------------------------ | ----------------- |
| 2014      | с | Преступные связи                       | Gang Related                         |                   |
| 2014      | ф | Открытые окна                          | Open Windows                         | Брайн             |
| 2015—2016 | с | Если любить тебя неправильно           | If Loving You Is Wrong               | Рэмси Уолтерс     |
| 2016      | с | Мир дикого запада                      | Westworld                            |                   |
| 2016      | ф | Леди удача                             | Lady Luck                            | Дэрил             |
| 2016      | ф | Шангри-Ла Сьют                         | Shangri-La Suite                     | Охранник          |
| 2016      | ф | Лунный свет                            | Moonlight                            | Шайрон            |
| 2017      | ф | Ночь только начинается                 | The Night Is Young                   | Джордж            |
| 2017      | ф | Хитрее всех                            | Smartass                             | Майк              |
| 2017      | ф | Горящие пески                          | Burning Sands                        | Фернандер         |
| 2018      | ф | Кавалерия                              | 12 Strong                            | Бен Мило          |
| 2018      | ф | Птичий короб                           | Bird Box                             | Том               |
| 2018      | ф | Хищник                                 | The Predator                         | Небраска Уилльямс |
| 2021      | ф | Соединённые Штаты против Билли Холидей | The United States vs. Billie Holiday | Джимми Флетчер    |
| 2022      | с | Майк                                   | Mike                                 | Майк Тайсон       |
| 2022      | ф | Качок                                  | Bruiser                              | Портер            |
| 2023      | ф | Конфетный переулок                     | Candy Cane Lane                      | Тре               |
| 2024      | ф | По законам искусства                   | Mea Culpa                            | Заир              |